# Miesha Tate
Miesha Tate (Tacoma, 18 agosto 1986) è una lottatrice di arti marziali miste statunitense.
Ha combattuto nella divisione dei pesi gallo per la promozione UFC, nella quale è stata campionessa di categoria nel 2016. Ha fatto anche da allenatrice nella diciottesima stagione del reality show The Ultimate Fighter.
È stata campionessa di categoria Strikeforce tra il 2011 e il 2012, campionessa imbattuta dei pesi gallo nell'organizzazione Freestyle Cage Fighting e medaglia d'argento ai campionati di submission wrestling, dove venne sottomessa in finale dalla francese Romy Ruyssen.
È stata premiata Female Fighter of the Year ai Fighters Only World MMA Awards nel 2011, nonché Fighter of the Year e Bantamweight of the Year ai Women's Mixed Martial Arts Awards nel 2010.
Per il sito specializzato MMARising.com Tate è la quinta lottatrice più forte del mondo pound for pound, mentre per le classifiche unificate è la terza lottatrice più forte del mondo nella categoria dei pesi gallo; per i ranking ufficiali dell'UFC è la contendente numero 2 nella divisione dei pesi gallo.
Nel 2010 è stata inserita nella lista dei 25 migliori lottatori del mondo under 25 come il decimo miglior prospetto delle MMA.

## Carriera nelle arti marziali miste

### Inizi
Miesha vanta un background focalizzato sulla lotta libera a livello scolastico: ai tempi della high school, allenandosi con i maschi, ha vinto il campionato femminile statale e nazionale di lotta libera. Miesha decide anche di iscriversi ad una palestra di Karate stile Shotokan, di cui ottenne la cintura nera
Passata alla Central Washington University, si iscrive al club di arti marziali miste della scuola e lì fa la conoscenza del suo fidanzato Bryan Caraway, anch'egli lottatore professionista di MMA.
Il suo esordio da professionista è datato 24 novembre 2007, ovvero quando partecipa al torneo femminile HOOKnSHOOT indetto dall'organizzazione Bodog: qui vince i quarti di finale contro Jan Finney ai punti ma in semifinale viene messa KO da Kaitlin Young.

### Strikeforce
Esordisce nella prestigiosa Strikeforce nel 2008 contro Elaina Maxwell, vincendo ai punti.
Contemporaneamente combatte in organizzazioni di minor caratura come CageSport e Freestyle Cage Fighting: proprio in quest'ultima viene incoronata campionessa dei pesi gallo nel 2009 dopo aver sconfitto Lizbeth Carreiro per sottomissione con una particolare tecnica di strangolamento che le varrà il riconoscimento Submission of the Year ai 2009 Women's Mixed Martial Arts Awards.
Tornata in Strikeforce patisce la seconda sconfitta della sua carriera ad opera della debuttante Sarah Kaufman, che poi passerà ai pesi piuma.
Da quel momento prende il via il personale rush verso il titolo con una serie di vittorie che convincono tutti: inizialmente sconfigge Zoila Frausto Gurgel con un armbar, poi sempre nel 2010 prende parte al torneo Strikeforce 2010 Women's Welterweight per i pesi welter e lo vince a spese di Maiju Kujala e Hitomi Akano.
In qualità di campionessa del torneo può sfidare la detentrice della cintura dei pesi gallo, l'olandese Marloes Coenen: Tate la sconfigge con uno strangolamento durante il quarto round e diviene quindi campionessa dei pesi gallo Strikeforce; grazie a quella sottomissione ottenne per la seconda volta il riconoscimento Submission of the Year ai Women's Mixed Martial Arts Awards.
La prima difesa del titolo sarà contro la connazionale Ronda Rousey nell'evento Strikeforce: Tate vs. Rousey: sarà quindi il primo evento che vede Miesha Tate protagonista indiscussa della serata essendo la sfidante da battere nel main match, e si tratta del terzo evento Strikeforce che vede come incontro principale una sfida tra femmine dopo gli eventi Strikeforce: Carano vs. Cyborg del 15 agosto 2009 e Strikeforce Challengers: Kaufman vs. Hashi del 26 febbraio 2010.
L'ottima lotta libera della Tate non è sufficiente contro lo strapotere della campionessa olimpica di judo, che fino ad allora aveva vinto tutti gli incontri in meno di un minuto e tutti con la tecnica dell'armbar: Miesha scampa una prima volta alla signature move della Rousey ed anche ad un ground and pound, ma ad un minuto dal termine si deve arrendere ad un secondo armbar, che garantisce la vittoria del titolo alla judoka.
Si rifà nell'agosto dello stesso anno con una vittoria per sottomissione contro Julie Kedzie in un incontro che l'ha vista soffrire lo striking dell'avversaria in diverse occasioni.

### Ultimate Fighting Championship
Verso la fine del 2012 l'UFC, la più prestigiosa organizzazione di arti marziali miste del mondo, decise di inserire la divisione dei pesi gallo femminili sulla scia della grande popolarità acquisita dall'ultima campionessa Strikeforce Ronda Rousey, che fu la prima femmina nella storia dell'UFC ad essere messa sotto contratto come lottatrice; Rousey, Tate e Liz Carmouche furono le prime tre lottatrici del roster di categoria.
Nel 2013 Miesha, inserita nei ranking ufficiali dell'UFC come la contendente numero 1 tra i pesi gallo femminili, esordisce contro l'imbattuta numero 4 dei ranking Cat Zingano in un incontro che avrebbe premiato la vincitrice con la possibilità di fare da allenatrice opposta alla campionessa Ronda Rousey nella successiva stagione del reality show The Ultimate Fighter e con la possibilità successivamente di affrontare la Rousey per il titolo dei pesi gallo UFC: dopo due round concitati ed equilibrati durante i quali la Miesha è stata vicina a sottomettere l'avversaria nel terzo round Zingano risolve la situazione con la sua ottima muay thai e mette KO Miesha; l'incontro venne premiato con il riconoscimento Fight of the Night, per la prima volta nella storia dell'UFC assegnato ad un incontro tra femmine.
In luglio Miesha avrebbe dovuto combattere un incontro tra sconfitte contro Liz Carmouche, ma un infortunio capitato a Zingano promosse la lottatrice dello stato di Washington ad allenatrice del reality show The Ultimate Fighter opposta all'acerrima rivale Ronda Rousey.
Al termine del reality in dicembre si concretizzò la rivincita tra Miesha Tate e Ronda Rousey: questa volta la Tate non si fa sorprendere immediatamente dall'avversaria ma appare comunque dominata e cede all'inizio della terza ripresa sempre per mezzo di una leva al braccio; l'incontro venne premiato con il riconoscimento Fight of the Night.
Nel 2014 arriva la prima vittoria in UFC per Miesha quando supera con qualche difficoltà la numero 7 dei ranking ed ex contendente al titolo Liz.
In settembre a Saitama infligge la prima sconfitta in carriera alla star di casa Rin Nakai.
Miesha, al tempo la contendente numero 2 della divisione, nel gennaio del 2015 affronta la numero 3 del ranking ed ex medaglia d'argento olimpica di lotta libera Sara McMann in un match cruciale per la categoria dei pesi gallo, match che vinse riuscendo ad imporsi anche nelle fasi di grappling.
A luglio affrontò Jessica Eye, in un match valido come eliminatoria per poter affrontare la campionessa dei pesi gallo femminili UFC. Tate vinse l'incontro per decisione unanime dimostrando uno stile di lotta molto aggressivo.

#### Campionessa dei Pesi Gallo UFC
Il 5 marzo 2016 all'MGM Arena di Las Vegas, Miesha Tate dovette affrontare la campionessa Holly Holm, ottenendo così la sua secondo chance per ottenere il titolo. La Holm, molto brava nello striking e nel combattimento in piedi (essendo il suo sostrato di boxe e kickboxing molto solido) ma meno nella lotta a terra, appare da subito conscia di ciò che deve fare: non finire a disputare sul terreno preferito della Tate (il grappling). Per questa ragione, la Holm sembra un po' contratta nei movimenti e difficilmente riesce a chiudere la distanze, mulinando, durante l'incontro, molti colpi, la maggioranza dei quali si rivelano troppo corti per impensierire la Tate. Nel secondo round, dopo un primo di studio, la Tate riesce a proiettare la Holm e a dominarla cercando di applicare alla stessa una rear naked choke (strangolamento) dalla quale la Holm si libera grazie alla sua enorme forza fisica e alla sua tenacia. Nelle riprese successive la Holm è brava a tenere in piedi il combattimento e si guadagna la vittoria del terzo e quarto round grazie ad alcuni colpi ben assestati, che tuttavia non si rivelano sufficienti a fiaccare l'avversaria. Nell'ultimo round, la Tate deve tentare il tutto per tutto: la Holm ne è conscia e mantiene le distanze sembrando ormai destinata a portare a casa la vittoria ai punti. Quando però mancano circa 1' 30'’ alla fine dell'incontro, la Holm si lascia sorprendere alla schiena dalla Tate, la quale riesce finalmente nel suo intento di portare a terra l'avversaria per connettere uno strangolamento. La Holm però è un'avversaria tosta e, forte del suo strapotere fisico e dell'ottima forma atletica, riesce a rialzarsi riuscendo a proiettare in avanti la Tate. Questa mossa, anziché avvantaggiare la campionessa, la mette in ulteriori difficoltà: la Tate, infatti, non lascia la presa e si ritrova, schiena a terra, ad avere la Holm nella miglior posizione per chiudere una ghigliottina di gambe e fissare lo strangolamento. La Holm non vuole mollare e, epicamente, si batte sino a perdere i sensi. A quel punto l'arbitro è costretto ad interrompere la contesa. Con questa vittoria, molto inaspettata, ottenne finalmente l'ambito titolo dei pesi gallo e il riconoscimento Performance of the Night.

#### Perdita del titolo e ritiro
Dopo la sua vittoria contro la Holm, il presidente Dana White annunciò che come prima difesa titolata dovrà affrontare la rivale Ronda Rousey, in un evento a fine 2016. Tuttavia, il 6 aprile, White rivelò che la Tate dovrà invece difendere il titolo contro Amanda Nunes all'evento UFC 200, a luglio dello stesso anno. Dopo quasi 3 minuti dall'inizio dell'incontro, la Nunes andò a segno con una serie di combinazioni che stordirono pesantemente la campionessa, quest'ultima tentò disperatamente di difendersi dall'attacco aggressivo della sua avversaria ma senza riuscirci; Miesha finì quindi al tappeto e da tale posizione venne finalizzata con uno strangolamento da dietro. La Tate perse il titolo vinto a marzo senza difenderlo nemmeno una volta.
Tate affrontò Raquel Pennington a UFC 205, che si tenne il 12 novembre. Prima dell'evento Miesha dichiarò di voler prendere una pausa dalle MMA dopo l'incontro e inoltre annunciò di aver accettato di affrontare ancora una volta Jessica Eye in un match di sola lotta libera, in un evento dell'11 dicembre. Dopo la sconfitta avvenuta per decisione unanime, la Tate annunciò il suo ritiro dalle arti marziali miste.

#### Ritorno dal ritiro
Il 24 marzo 2021, Miesha annunciò il ritorno alle arti marziali miste con un incontro fissato per il 17 luglio 2021, contro Marion Reneau. Dopo cinque anni di inattività, riuscì a vincere per KO tecnico al terzo round.
Successivamente le fu fissato un incontro con la brasiliana Ketlen Vieira il 16 ottobre 2021 in occasione dell’UFC Fight Night 195.  Tuttavia, il match fu rinviato a causa della positività al COVID-19 della stessa Tate. L’incontro si tenne così il mese successivo, il 20 novembre, nella UFC Fight Night 198 e vide Misha perdere, dopo cinque round, per decisione unanime.

## Risultati nelle arti marziali miste
Gli incontri segnati su sfondo grigio si riferiscono ad incontri di esibizione non ufficiali o comunque non validi per essere integrati nel record da professionista.
| Risultato | Record | Avversario           | Metodo                                   | Evento                                              | Data              | Round | Tempo | Città                        | Note                                                                  |
| --------- | ------ | -------------------- | ---------------------------------------- | --------------------------------------------------- | ----------------- | ----- | ----- | ---------------------------- | --------------------------------------------------------------------- |
| Sconfitta | 19-8   | Ketlen Vieira        | Decisione (unanime)                      | UFC Fight Night: Vieira vs. Tate                    | 20 novembre 2021  | 5     | 5:00  | Las Vegas, Stati Uniti       |                                                                       |
| Vittoria  | 19-7   | Marion Reneau        | KO tecnico (pugni)                       | UFC on ESPN: Machačev vs. Moisés                    | 17 luglio 2021    | 3     | 1:53  | Las Vegas, Stati Uniti       | Performance of the Night                                              |
| Sconfitta | 18-7   | Raquel Pennington    | Decisione (unanime)                      | UFC 205: Alvarez vs. McGregor                       | 12 novembre 2016  | 3     | 5:00  | New York, Stati Uniti        |                                                                       |
| Sconfitta | 18-6   | Amanda Nunes         | Sottomissione (rear-naked choke)         | UFC 200: Tate vs. Nunes                             | 9 luglio 2016     | 1     | 3:16  | Las Vegas, Stati Uniti       | Perde il titolo dei Pesi Gallo Femminili UFC                          |
| Vittoria  | 18-5   | Holly Holm           | Sottomissione tecnica (rear naked choke) | UFC 196: McGregor vs. Diaz                          | 5 marzo 2016      | 5     | 3:30  | Las Vegas, Stati Uniti       | Vince il titolo dei Pesi Gallo Femminili UFC Performance of the Night |
| Vittoria  | 17-5   | Jessica Eye          | Decisione (unanime)                      | UFC on Fox: Dillashaw vs. Barão 2                   | 25 luglio 2015    | 3     | 5:00  | Chicago, Stati Uniti         | Eliminatoria per il titolo dei Pesi Gallo UFC                         |
| Vittoria  | 16-5   | Sara McMann          | Decisione (maggioranza)                  | UFC 183: Silva vs. Diaz                             | 31 gennaio 2015   | 3     | 5:00  | Las Vegas, Stati Uniti       |                                                                       |
| Vittoria  | 15-5   | Rin Nakai            | Decisione (unanime)                      | UFC Fight Night: Hunt vs. Nelson                    | 20 settembre 2014 | 3     | 5:00  | Saitama, Giappone            |                                                                       |
| Vittoria  | 14-5   | Liz Carmouche        | Decisione (unanime)                      | UFC on Fox: Werdum vs. Browne                       | 19 aprile 2014    | 3     | 5:00  | Orlando, Stati Uniti         |                                                                       |
| Sconfitta | 13-5   | Ronda Rousey         | Sottomissione (armbar)                   | UFC 168: Weidman vs. Silva 2                        | 28 dicembre 2013  | 3     | 0:58  | Las Vegas, Stati Uniti       | Per il titolo dei Pesi Gallo UFC                                      |
| Sconfitta | 13-4   | Cat Zingano          | KO Tecnico (ginocchiate e gomitata)      | The Ultimate Fighter 17 Finale: Faber vs. Jorgensen | 13 aprile 2013    | 3     | 2:55  | Las Vegas, Stati Uniti       | Eliminatoria per il titolo dei Pesi Gallo UFC                         |
| Vittoria  | 13-3   | Julie Kedzie         | Sottomissione (armbar)                   | Strikeforce: Rousey vs. Kaufman                     | 18 agosto 2012    | 3     | 3:28  | San Diego, Stati Uniti       |                                                                       |
| Sconfitta | 12-3   | Ronda Rousey         | Sottomissione (armbar)                   | Strikeforce: Tate vs. Rousey                        | 3 marzo 2012      | 1     | 4:27  | Columbus, Stati Uniti        | Perde il titolo dei Pesi Gallo Strikeforce                            |
| Vittoria  | 12–2   | Marloes Coenen       | Sottomissione (triangolo di braccio)     | Strikeforce: Fedor vs. Henderson                    | 30 luglio 2011    | 4     | 3:03  | Hoffman Estates, Stati Uniti | Vince il titolo dei Pesi Gallo Strikeforce                            |
| Vittoria  | 11–2   | Hitomi Akano         | Decisione (unanime)                      | Strikeforce Challengers: Riggs vs. Taylor           | 13 agosto 2010    | 3     | 3:00  | Phoenix, Stati Uniti         | Vince il torneo Strikeforce 2010 Women's Welterweight                 |
| Vittoria  | 10–2   | Maiju Kujala         | Decisione (unanime)                      | Strikeforce Challengers: Riggs vs. Taylor           | 13 agosto 2010    | 2     | 3:00  | Phoenix, Stati Uniti         | Torneo Strikeforce 2010 Women's Welterweight, Semifinale              |
| Vittoria  | 9–2    | Zoila Frausto Gurgel | Sottomissione (armbar)                   | Strikeforce Challengers: Johnson vs. Mahe           | 26 marzo 2010     | 2     | 4:09  | Fresno, Stati Uniti          |                                                                       |
| Vittoria  | 8–2    | Valerie Coolbaugh    | Sottomissione (armbar)                   | Freestyle Cage Fighting 38                          | 16 gennaio 2010   | 1     | 4:45  | Tulsa, Stati Uniti           | Difende il titolo dei Pesi Gallo FCF                                  |
| Vittoria  | 7–2    | Sarah Oriza          | KO (calcio alla testa)                   | CageSport MMA                                       | 3 ottobre 2009    | 2     | 0:08  | Tacoma, Stati Uniti          |                                                                       |
| Sconfitta | 6–2    | Sarah Kaufman        | Decisione (unanime)                      | Strikeforce Challengers: Evangelista vs. Aina       | 15 maggio 2009    | 3     | 3:00  | Fresno, Stati Uniti          |                                                                       |
| Vittoria  | 6–1    | Lizbeth Carreiro     | Sottomissione (shoulder choke)           | Freestyle Cage Fighting 30                          | 4 aprile 2009     | 3     | 2:48  | Shawnee, Stati Uniti         | Vince il titolo dei Pesi Gallo FCF                                    |
| Vittoria  | 5–1    | Dora Baptiste        | Sottomissione (triangolo)                | Atlas Fights: USA vs. Brazil                        | 21 febbraio 2009  | 1     | 1:48  | Biloxi, Stati Uniti          |                                                                       |
| Vittoria  | 4–1    | Jessica Bednark      | KO Tecnico (pugni)                       | Freestyle Cage Fighting 27                          | 31 gennaio 2009   | 1     | 1:22  | Shawnee, Stati Uniti         |                                                                       |
| Vittoria  | 3–1    | Jamie Lynn Welsh     | KO Tecnico (pugni)                       | CageSport MMA                                       | 29 novembre 2008  | 1     | 2:21  | Tacoma, Stati Uniti          |                                                                       |
| Vittoria  | 2–1    | Elaina Maxwell       | Decisione (unanime)                      | Strikeforce: Melendez vs. Thomson                   | 27 giugno 2008    | 3     | 3:00  | San Jose, Stati Uniti        | Debutto in Strikeforce                                                |
| Sconfitta | 1–1    | Kaitlin Young        | KO (calcio alla testa)                   | HOOKnSHOOT: BodogFIGHT 2007 Women's Tournament      | 24 novembre 2007  | 1     | 0:30  | Evansville, Stati Uniti      | Torneo Femminile Pesi Gallo BodogFIGHT 2007, Semifinale               |
| Vittoria  | 1–0    | Jan Finney           | Decisione                                | HOOKnSHOOT: BodogFIGHT 2007 Women's Tournament      | 24 novembre 2007  | 4     | 3:00  | Evansville, Stati Uniti      | Torneo Femminile Pesi Gallo BodogFIGHT 2007, Quarti di finale         |
| Vittoria  | NU     | Valerie Coolbaugh    | Sottomissione (armbar)                   | MAX MMA: Fists of Fury                              | 6 ottobre 2007    | 3     | -     | Illinois, Stati Uniti        |                                                                       |
| Vittoria  | NU     | Debra Louis          | Sottomissione (armbar)                   | USA MMA: Cage Fighting Warriors                     | 14 ottobre 2006   | 3     | 1:27  | Yakima, Stati Uniti          |                                                                       |
| Sconfitta | NU     | Elizabeth Posener    | KO Tecnico (stop medico)                 | USA MMA: Wanted Fighting Challenge                  | 25 marzo 2006     | 2     | 3:00  | Wenatchee, Stati Uniti       |                                                                       |

## Filmografia
- Fight Valley, regia di Rob Hawk (2016)